# Hi Records
Pour les articles homonymes, voir HI.
Hi Records est un label discographique américain de rockabilly et soul, anciennement basé à Memphis, dans le Tennessee. Il est fondé en 1957 par Ray Harris, Joe Cuoghi, Bill Cantrell et Quinton Claunch, et revendu à Cream Records en 1977.

## Histoire

### Fondation
Joe Cuoghi, propriétaire de Popular Tunes, un disquaire de Memphis, et partenaire d'un fabricant de juke-box, fonda Hi Records avec le musicien rockabilly Ray Harris et les producteurs Bill Cantrell et Quinton Claunch, qui travaillaient auparavant pour un autre label de Memphis, Sun Records. Cuoghi assura le rôle de président et signa un contrat de distribution nationale avec un label de New York.

### Période rockabilly
Après la parution d'une série de singles ayant suscité peu d'echos, Hi Records obtient ses premiers succès grâce à Bill Black, ancien bassiste d'Elvis Presley. L'instrumental Smokie, Part 2 du Bill Black Combo se classa 17e du Billboard Hot 100 et numéro 1 du classement rhythm and blues en 1959. Il est suivi l'année suivante par White Silver Sands, premier morceau édité par Hi à entrer dans le Top 10 des ventes de singles aux États-Unis,. 
Le label reste présent dans les hit-parades durant les années 1960 avec les instrumentaux de Bill Black, qui figurent à 17 reprises dans le classement des ventes établi par le magazine Billboard entre 1960 et 1965, ainsi que ceux du saxophoniste Ace Cannon, auteur de Tuff,, et de Willie Mitchell, qui devint une vedette nationale grâce au simple 20-75 édité par Hi en 1964. Hi produisit également des « hits » chantés comme le Haunted House de Gene Simmons en 1964 et My Girl Josephine, reprise de Fats Domino interprétée par Jerry Jaye en 1967, malgré l'intérêt croissant du jeune public américain pour les groupes issus de Grande-Bretagne, tels les Beatles, durant la seconde moitié des années 1960.

### Virage soul
Willie Mitchell se consacre à la production et devient vice-président de Hi Records en 1970, à la mort de Cuoghi. Il donne un second souffle à Hi Records en réorientant sa production vers la musique soul. Mitchell signe la chanteuse Ann Peebles, qui rencontre le succès notamment grâce à la chanson I Can't Stand the Rain, puis Al Green. Un premier album, avec ce chanteur, sort en 1971, Green is Blues, suivi de bien d'autres et d'une quinzaine de « hits » durant la première moitié des années 1970. Green mit brutalement un terme à sa carrière et est ordonné pasteur. 
Dans le même temps le public s'orienta vers un nouveau genre musical, le disco. En 1977, Mitchell revendit le label à Al Bennett, président de Cream Records, qui souhaitait enrichir son catalogue de musique country avec des artistes du label Hi tels Ace Cannon, Jerry Jaye et le Bill Black Combo.